# SMS Kaiser Wilhelm der Große
Az SMS Kaiser Wilhelm der Große a Német Császári Haditengerészet egyik Kaiser Friedrich III osztályú pre-dreadnought csatahajója (korabeli német terminológia szerint egységsorhajó, vagy sorhajó /Einheitslinienschiff, Linienschiff/) volt az első világháborúban. A hajó a német császárról, I. Vilmosról kapta nevét. A Kaiser Friedrich III osztályba tartozott még az SMS Kaiser Wilhelm II, az SMS Kaiser Friedrich III, az SMS Kaiser Karl der Große és az SMS Kaiser Barbarossa.
Története 1897. október 1-jén kezdődött, amikor is szolgáltba állt a Német Császári Haditengerészetnél. Az első világháború kitörésekor az ötödik német csatahajó rajban szolgált, ahol nem látott el komolyabb feladatokat. 1915-ben kivonták, majd 1916-ban megint visszatért a szolgálatba, mint börtönhajó. 1920-ban lebontották, fém részeit újrahasznosították.

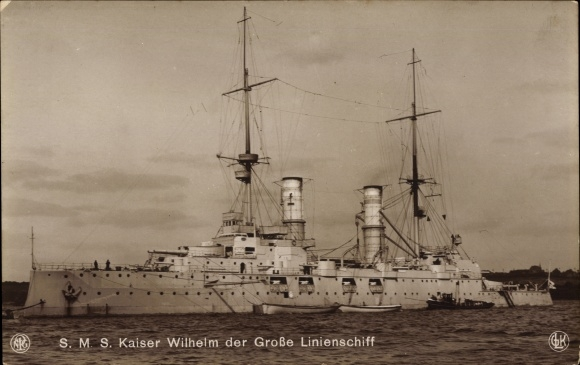
Az SMS Kaiser Wilhelm der Große.

## Külső hivatkozások
- SMS Kaiser Wilhelm der Große a Naval History honlapján (angolul)